# Товмасян, Роберт Товмасович
Ро́берт Товма́сович Товмася́н (арм. Ռոբերտ Թովմասյան, 3 января 1964, село Алапара, ныне Котайкской области) — депутат парламента Армении.
- 1980—1985 — электротехнический факультет Ереванского политехнического института. Инженер-электротехник.
- 1985—1987 — главный энергетик в тресте «Чаренцаваншин», одновременно преподавал в Чаренцаванском техникуме.
- 1987—1993 — основатель и председатель кооператива «Электрон».
- 1987—2004 — работал на Чаренцаванском автопогрузочном заводе в качестве энергетика, начальник отдела электронной техники, начальником отдела электронной промышленности, главным энергетиком, заместителем главного инженера, заместителем директора.
- 2002—2006 — неоднократно избирался членом Чаренцаванской общины.
- 2001—2007 — генеральный директор ООО «Егици луйс».
- 12 мая 2007 — избран депутатом парламента. Член постоянной комиссии по экономическим вопросам. Член партии «Процветающая Армения».